# 30歳の保健体育
『30歳の保健体育』（さんじゅっさいのほけんたいいく）は、一迅社より2008年11月に第1弾が刊行されたハウツー本である。三葉・著。
特に「アキバ系」と呼ばれる男性読者を対象に、コミックイラストにより現実の恋愛や性行為に関する知識や注意点を解説している。
『まんが4コマぱれっと』、『まんがぱれっとLite』および『月刊ComicREX』にて漫画版がそれぞれ連載されていた。
2011年4月から6月まで、TOKYO MXほかにて、テレビアニメが放送された。
2014年8月29日、書籍の第1巻と第2巻が文庫化された。
第1弾の刊行から10年となった2018年6月、続編として『40歳の保健体育』が刊行された。

## 書誌情報

### 既刊一覧
30歳の保健体育 - 著：三葉、カバーイラスト・コミック：ゑむ、イラスト：みやはらみみかき、ポストメディア編集部・[編]/一迅社発行、全5巻
1. 『30歳の保健体育』 2008年12月5日初版第1刷発行（2008年11月27日発売） ISBN 978-4-7580-1123-5
2. 『30歳の保健体育 恋のはじまり編』 2009年8月5日初版第1刷発行（2009年7月28日発売） ISBN 978-4-7580-1149-5
3. 『30歳の保健体育 恋の努力編』 2010年4月5日初版第1刷発行（2010年3月27日発売） ISBN 978-4-7580-1169-3
4. 『30歳の保健体育 夜の恋愛編』 2011年7月1日初版第1刷発行（2011年6月17日発売） ISBN 978-4-7580-1219-5
5. 『30歳の保健体育 恋のみつけかた編』 2013年8月5日初版第1刷発行（2013年7月23日発売） ISBN 978-4-7580-1328-4

40歳の保健体育 - 著：三葉、カバーイラスト・コミック：ゑむ、イラスト：みやはらみみかき、ポストメディア編集部・[編]/一迅社発行、既刊1巻
1. 『40歳の保健体育』 2018年7月1日初版第1刷発行（2018年6月13日発売） ISBN 978-4-7580-1602-5

### コミックス

#### REXコミックス刊（一迅社発行）
『30歳の保健体育』 - 漫画：井ノ本リカ子、キャラクター原案：ゑむ、『月刊ComicREX』2010年12月号から2011年10月号にかけて連載、全2巻
1. 2011年3月26日発売 ISBN 978-4-7580-6243-5
2. 2011年11月26日発売 ISBN 978-4-7580-6291-6

#### 4コマKINGSぱれっとコミックス刊（一迅社発行）
『30歳の保健体育 恋のステップアップ編』 - 漫画：三宅大志、キャラクター原案：ゑむ、『まんが4コマKINGSぱれっと』2010年11月号から2012年4月号にかけて連載、全2巻
1. 2011年3月26日発売 ISBN 978-4-7580-8114-6
2. 2012年5月22日発売 ISBN 978-4-7580-8152-8

『30歳の保健体育 ラブフラグ編』 - 漫画：冬凪れく、キャラクター原案：ゑむ、『まんがぱれっとLite』VOL.32からVOL.37にかけて連載、全1巻
1. 2011年3月26日発売 ISBN 978-4-7580-8115-3

#### DNAメディアコミックスGIGA（一迅社発行）
『30歳の保健体育ピュアぴゅあストーリーズ』（アンソロジー） 全2巻
1. 2011年5月25日発売 ISBN 978-4-7580-0625-5
2. 2011年6月25日発売 ISBN 978-4-7580-0633-0

### 小説
『30歳の保健体育 ノベル版』（アンソロジー） 全1巻
- 2011年5月5日初版第1刷発行（2011年4月27日発売） ISBN 978-4-7580-4224-6
  - 『30歳の保健体育 恋せよ乙女編』（著：浅見麻美、イラスト：しゃあ）
  - 『突然クピドがやってきてムフフになりたい俺がいる』（著：糸緒思惟、イラスト：犬）
  - 『魔法使い（30）の夜』（著：大樹連司、イラスト：関谷あさみ）
  - 『10歳の保健体育 出張版』（著：竹井10日、イラスト：高見明男）

## テレビアニメ
2011年4月 - 6月までTOKYO MX、BS11、AT-Xにて放送。15分枠放送。地上波・BS本放送・アクトビラ（バンダイチャンネル）では性的な表現、台詞、サブタイトルは全て塗り潰しや伏せ声（以下、「自主規声」と呼称する）となった。
ナレーションと自主規声は立木文彦。
BS11とニコニコチャンネルでは、後半の15分枠は実写コーナーになる「いのこり! 30歳の保健体育」を放送していたが、諸般の事情でBS11に関しては初回のみで打ち切られ、第2話以降は前回の本編のモザイク規制一部解除版との2話連続放送に切り替えられることになった。同様にニコニコチャンネルでも打ち切られ、放送時間が半分になって本編のみ配信された。
エンドカードはニコニコ静画上で募集したもので、第2話以降随時使用されている。

### あらすじ
「人は30歳で童貞だと魔法使いになる」
今河駿は彼女と付き合ったことがない童貞である。30歳を迎えた深夜、彼の目の前に大五郎という性愛の神が現れる。最初は胡散臭く迷惑な彼を追い出したりしていたが、彼は駿の童貞を卒業させないと帰れないと言う。今河は成り行きで大五郎と後にやってきた弟のマカロンのアドバイスを受けながら、彼女を作ろうと試みるのだが、果たして今河は童貞を卒業できるのであろうか。

### 登場人物
今河駿（いまがわ はやお）
声 - 下野紘
本作の主人公。システム会社に勤務するサラリーマンで生真面目な性格であり、会社の独身寮住まいといった状態。彼女がいない童貞男といった人物。ツッコミ役で常識人だが、性的に興奮するとテンションが高くなる。30歳の誕生日に、大五郎が家に現れ彼に振り回されることになるが、同時に彼女を作ろうとする。英会話教室でなつと出会い、彼女と付き合いはじめる。
その後、なつと喧嘩し勢いでサハラ砂漠へ旅に行き、そこで寮長と会い、彼の弟子になった。そして童貞王子となるが、覚醒したくぅちゃんに敗北し、なつとの関係を考え直しなつの元に帰還した。その後なつと無事に結婚し、息子の大吾郎をもうける。
安藤なつ（あんどう なつ）
声 - 名塚佳織
本作のヒロイン。駿と同い年の30歳。大学の図書館に勤務する図書館司書。男性と付き合ったことが無いため処女状態。心優しくおっとりとした性格で、駿と並ぶツッコミ役でもある。純情だが性への知識が少ないために、過激な内容の話をすると卒倒する。更に相手を強烈に拒絶すると「AK（あっちいってこっちこないで）フィールド」を展開する。英会話教室で知り合い付き合い始めた駿に当初は悪気の無い態度をとっていたが、正式に付き合い始めてからは「AKフィールド」も展開しない。駿とのすれ違いの果てに著しく太った。その後、駿が砂漠から帰還し、ヨリを戻し無事結婚した。
大五郎（だいごろう）
声 - 置鮎龍太郎
駿の童貞を卒業させるためにやってきた、性愛の神の男性。天使状の白い羽根を背中に付けた全裸姿で駿の前に登場する。常に尊大な態度で高圧的な性格。基本的には迷惑で変態的思考のある人物だが、駿には良くも悪くも彼女に付き合うためのアドバイスをする。変装した際は今河エクレアを名乗った。
ぴぃちゃん・くぅちゃんとは幼馴染。
マカロン
声 - 渡部優衣
性愛の神で、大五郎の実弟。女装させられるが、自らすることもある。直情的な性格の少年。駿となつがすれ違った後に、くぅちゃんとのスーパーの帰り、童貞王子となった駿の説得に失敗したが、覚醒したくぅちゃんに助けられる。
ぴぃちゃん
声 - 喜多村英梨
なつの処女を卒業させるためにやってきた性愛の神の女性で、くぅちゃんの双子の妹。おしゃべりで気が強い性格で、4人の性愛の神と比べれば比較的常識人。大五郎とは幼馴染だが、幼い頃に彼にセクハラをされて返り討ちにしたことがある。そのため基本的に大五郎を嫌っているが、互いのターゲットが交際を始めた成り行き上、利害の一致により協力する。変装した際は安藤弾丸三郎を名乗った。後に大五郎に好意を持つ。
くぅちゃん
声 - 喜多村英梨
性愛の神の女性で、ぴぃちゃんの双子の姉。無口でおっとりとした性格。動物・電化製品とは話せるが、日本語が話せない。辛いもの好き。駿となつがすれ違った後に、マカロンとのスーパーの帰りの際、駿が童貞王子となった場に居合わせた。その際に覚醒し、日本語が話せるようになり、グラマラスな容姿になり、大人の女性然とした言動を身につけるようになった。
星銀河（ほし ぎんが）
声 - 櫛田泰道
駿の同僚。暑苦しい肥満体。天体マニアで同人誌を出している。星で（性的な）妄想をする癖がある。過去にはその天体マニアを生かしてミスブルガリア（声 - 生天目仁美）をナンパし、童貞を捨てている。同人イベントで和田さんと出会い、彼女のM奴隷になる。
寮長
声 - 坂本頼光 / 遠藤大輔（若い時）
独身寮の寮長の高齢男性。本名不明。80歳。50年前、名だたる性愛の神でも童貞を卒業させることができなかったため、性愛の神から「童貞王」と呼ばれている。そのため、童貞なままの駿を守らんと必死になることもしばしば。砂漠の童貞王から挑戦状が届き、戦い、圧勝した。その直後、砂漠を旅していた今河に出会い、共に『童貞の童貞による童貞のための真の道程』を歩むことにし、駿の師となった。最終的には後に覚醒したくぅちゃんに敗北する。
和田（わだ）
声 - 生天目仁美
なつの同僚（先輩・後輩関係は不明）。同人誌を発行するほどの天体好き。プライベートではSM女王様で「スパンキング和田」を名乗る。同人イベントで星銀河と出会い、彼のSの女王になる。
ももこ
声 - 頼近みな
駿の「空気嫁」。Iカップ。星銀河曰く、60万円。なつと駿のすれ違いの原因となった人物。
今河大五郎（いまがわ だいごろう）
声 - 山口立花子
駿となつの息子。最終回に登場。

### スタッフ
- 原作 - 一迅社『30歳の保健体育』
- 監督 - まんきゅう
- シリーズ構成・脚本 - 秋山亮
- キャラクターデザイン - 玉戸さお
- コンボジットデザイナー/エディット - 土田栄司
- 色彩設計 - 高木雅人
- 音響監督 - 山田陽
- 音楽 - こぐま
- プロデューサー - 古澤佳寛、戸田和宏、土方敏良、杉山剛、櫻井優香
- アニメーションプロデューサー - 高田真宏
- アニメーション制作 - ギャザリング
- 製作 - 「30歳の保健体育」製作委員会

### 主題歌
オープニングテーマ「恋の道程」
作詞・作曲 - kanon / 編曲 - kanon、涌井啓一、千葉直樹 / 歌 - kanon×kanon
エンディングテーマ「learn together」
作詞 - milktub / 作曲・編曲 - 宮崎京一 / 歌 - AiRI
エンディングに登場する今河駿と安藤なつは赤ちゃんからスタートし、毎話ごとに成長していく（「各話リスト」の「ED・成長の過程」の欄参照）。キャストとスタッフは今河側（左）は男性、安藤側（右）は女性、両方（または法人）の場合は中間に紹介されている。

### 各話リスト
- ■■■部分はテレビ放映時において伏字だった部分。ただし、torneやBS11などではタイトルを確認できる部分もある。

| 話数   | 話数                     | サブタイトル | サブタイトル                           | 脚本                      | 絵コンテ                          | 演出                      | 作画監督   | ED・成長の過程                          |
| ------ | ------------------------ | ------------ | -------------------------------------- | ------------------------- | --------------------------------- | ------------------------- | ---------- | --------------------------------------- |
| 第1話  | はじめてのセックス       | LESSON 1     | はじめての■■■                          | 秋山亮                    | まんきゅう                        | まんきゅう                | 江上夏樹   | 赤ちゃん （四足歩行）                   |
| 第1話  | はじめてのセックス       | LESSON 2     | ■■■前にしておく準備                    | 秋山亮                    | まんきゅう                        | まんきゅう                | 江上夏樹   | 赤ちゃん （四足歩行）                   |
| 第1話  | はじめてのセックス       | LESSON 3     | ■■■■■■                                 | 秋山亮                    | まんきゅう                        | まんきゅう                | 江上夏樹   | 赤ちゃん （四足歩行）                   |
| 第1話  | はじめてのセックス       | LESSON 4     | はじめに                               | 秋山亮                    | まんきゅう                        | まんきゅう                | 江上夏樹   | 赤ちゃん （四足歩行）                   |
| 第2話  | はじめてのディープキス   | LESSON 5     | 出会いは勝手にやってこない             | 秋山亮                    | まんきゅう                        | まんきゅう                | 江上夏樹   | 赤ちゃん （二足歩行）                   |
| 第2話  | はじめてのディープキス   | LESSON 6     | 外見で判断するのはやめよう             | 秋山亮                    | まんきゅう                        | まんきゅう                | 江上夏樹   | 赤ちゃん （二足歩行）                   |
| 第2話  | はじめてのディープキス   | LESSON 7     | 習い事                                 | 秋山亮                    | まんきゅう                        | まんきゅう                | 江上夏樹   | 赤ちゃん （二足歩行）                   |
| 第2話  | はじめてのディープキス   | LESSON 8     | 運命の人                               | 秋山亮                    | まんきゅう                        | まんきゅう                | 江上夏樹   | 赤ちゃん （二足歩行）                   |
| 第3話  | はじめての男子トイレ     | LESSON 9     | 告白を断られた時                       | 秋山亮                    | たかたまさひろ                    | たかたまさひろ            | 亀井大祐   | 幼稚園                                  |
| 第3話  | はじめての男子トイレ     | LESSON 10    | メールアドレスの聞き方                 | 秋山亮                    | たかたまさひろ                    | たかたまさひろ            | 亀井大祐   | 幼稚園                                  |
| 第3話  | はじめての男子トイレ     | LESSON 11    | ■■■位の利点と複合■■■                   | 秋山亮                    | たかたまさひろ                    | たかたまさひろ            | 亀井大祐   | 幼稚園                                  |
| 第3話  | はじめての男子トイレ     | LESSON 12    | デートの誘い方                         | 秋山亮                    | たかたまさひろ                    | たかたまさひろ            | 亀井大祐   | 幼稚園                                  |
| 第4話  | はじめてのミスブルガリア | LESSON 13    | 女性も人間                             | 秋山亮                    | たかたまさひろ                    | たかたまさひろ            | 吉田雄一   | 小学生（入学式）                        |
| 第4話  | はじめてのミスブルガリア | LESSON 14    | ■■■位の利点と複合■■■                   | 秋山亮                    | たかたまさひろ                    | たかたまさひろ            | 吉田雄一   | 小学生（入学式）                        |
| 第4話  | はじめてのミスブルガリア | LESSON 15    | ■■■の利点と複合■■■                     | 秋山亮                    | たかたまさひろ                    | たかたまさひろ            | 吉田雄一   | 小学生（入学式）                        |
| 第4話  | はじめてのミスブルガリア | LESSON 16    | 告白のタイミング                       | 秋山亮                    | たかたまさひろ                    | たかたまさひろ            | 吉田雄一   | 小学生（入学式）                        |
| 第5話  | はじめての個室ビデオ     | LESSON 17    | 2回目以降の告白で断られた時            | 秋山亮                    | 春日森春木                        | 春日森春木                | 三宅雄一郎 | 小学生 （黄色帽&ランドセル）            |
| 第5話  | はじめての個室ビデオ     | LESSON 18    | 彼女がしたがらない時                   | 秋山亮                    | 春日森春木                        | 春日森春木                | 三宅雄一郎 | 小学生 （黄色帽&ランドセル）            |
| 第5話  | はじめての個室ビデオ     | LESSON 19    | 得るために失うもの                     | 秋山亮                    | 春日森春木                        | 春日森春木                | 三宅雄一郎 | 小学生 （黄色帽&ランドセル）            |
| 第5話  | はじめての個室ビデオ     | LESSON 19    | 女性の■■■方法                          | 秋山亮                    | 春日森春木                        | 春日森春木                | 三宅雄一郎 | 小学生 （黄色帽&ランドセル）            |
| 第5話  | はじめての個室ビデオ     | LESSON 20    | 友達と知り合い、恋人候補の違い         | 秋山亮                    | 春日森春木                        | 春日森春木                | 三宅雄一郎 | 小学生 （黄色帽&ランドセル）            |
| 第6話  | はじめての騎上位         | LESSON 21    | 印象を上げよう                         | 秋山亮                    | まんきゅう                        | まんきゅう                | 亀井大祐   | 体操服                                  |
| 第6話  | はじめての騎上位         | LESSON 22    | 女性が考えるアブノーマルプレイの線引き | 秋山亮                    | まんきゅう                        | まんきゅう                | 亀井大祐   | 体操服                                  |
| 第7話  | はじめてのピンクローター | LESSON 23    | 付き合いだしてからの連絡、デート頻度   | 秋山亮 玉戸さお（Ex原案） | まんきゅう たかたまさひろ         | まんきゅう たかたまさひろ | 江上夏樹   | スクール水着                            |
| 第7話  | はじめてのピンクローター | LESSON 24    | 価値観の押しつけはやめよう             | 秋山亮 玉戸さお（Ex原案） | まんきゅう たかたまさひろ         | まんきゅう たかたまさひろ | 江上夏樹   | スクール水着                            |
| 第7話  | はじめてのピンクローター | LESSON 25    | ■■■のしやすい雰囲気づくり              | 秋山亮 玉戸さお（Ex原案） | まんきゅう たかたまさひろ         | まんきゅう たかたまさひろ | 江上夏樹   | スクール水着                            |
| 第7話  | はじめてのピンクローター | Ex LESSON 01 | 乳首の色素                             | 秋山亮 玉戸さお（Ex原案） | まんきゅう たかたまさひろ         | まんきゅう たかたまさひろ | 江上夏樹   | スクール水着                            |
| 第8話  | はじめての同人誌         | LESSON 26    | ゲームの常識は捨てよう                 | 秋山亮                    | まんきゅう 春日森春木             | まんきゅう 春日森春木     | 吉田雄一   | 中学生                                  |
| 第8話  | はじめての同人誌         | LESSON 27    | ディープキスが■■■の始まり              | 秋山亮                    | まんきゅう 春日森春木             | まんきゅう 春日森春木     | 吉田雄一   | 中学生                                  |
| 第8話  | はじめての同人誌         | LESSON 28    | NG態度                                 | 秋山亮                    | まんきゅう 春日森春木             | まんきゅう 春日森春木     | 吉田雄一   | 中学生                                  |
| 第8話  | はじめての同人誌         | LESSON 29    | 相手のサインを見逃すな                 | 秋山亮                    | まんきゅう 春日森春木             | まんきゅう 春日森春木     | 吉田雄一   | 中学生                                  |
| 第9話  | はじめてのラブホテル     | LESSON 30    | ラブホテルの種類と料金                 | 秋山亮                    | まんきゅう わだなつき             | まんきゅう                | 江上夏樹   | 高校生                                  |
| 第9話  | はじめてのラブホテル     | LESSON 31    | デートに行こう                         | 秋山亮                    | まんきゅう わだなつき             | まんきゅう                | 江上夏樹   | 高校生                                  |
| 第9話  | はじめてのラブホテル     | LESSON 32    | ソフト■■■                              | 秋山亮                    | まんきゅう わだなつき             | まんきゅう                | 江上夏樹   | 高校生                                  |
| 第9話  | はじめてのラブホテル     | LESSON 33    | 話題作りと会話方法                     | 秋山亮                    | まんきゅう わだなつき             | まんきゅう                | 江上夏樹   | 高校生                                  |
| 第10話 | はじめての浮気           | LESSON 34    | 一緒の時間を共有しよう                 | 秋山亮                    | まんきゅう たかたまさひろ         | まんきゅう たかたまさひろ | 亀井大祐   | 大学生                                  |
| 第10話 | はじめての浮気           | LESSON 35    | ケンカをしたら                         | 秋山亮                    | まんきゅう たかたまさひろ         | まんきゅう たかたまさひろ | 亀井大祐   | 大学生                                  |
| 第10話 | はじめての浮気           | LESSON 36    | 理想と現実                             | 秋山亮                    | まんきゅう たかたまさひろ         | まんきゅう たかたまさひろ | 亀井大祐   | 大学生                                  |
| 第10話 | はじめての浮気           | LESSON 37    | 浮気のボーダーライン                   | 秋山亮                    | まんきゅう たかたまさひろ         | まんきゅう たかたまさひろ | 亀井大祐   | 大学生                                  |
| 第11話 | はじめてのオナニー       | LESSON 38    | 筋トレ                                 | 秋山亮                    | たかたまさひろ 春日森春木（協力） | たかたまさひろ            | 吉田雄一   | 社会人                                  |
| 第11話 | はじめてのオナニー       | LESSON 39    | 間違った行動力                         | 秋山亮                    | たかたまさひろ 春日森春木（協力） | たかたまさひろ            | 吉田雄一   | 社会人                                  |
| 第11話 | はじめてのオナニー       | LESSON 40    | 喧嘩は謝ればすむ?                      | 秋山亮                    | たかたまさひろ 春日森春木（協力） | たかたまさひろ            | 吉田雄一   | 社会人                                  |
| 第12話 | はじめてのコンドーム     | LESSON 41    | 行動なしにチャンスなし!                | 秋山亮                    | まんきゅう たかたまさひろ         | まんきゅう                | 江上夏樹   | 結婚式 （今までの成長の過程が描かれる） |

### 実写コーナー
いのこり! 30歳の保健体育
- #1「自己紹介の保健体育」
- 出演
  - 頼近みな - 頼近みな
  - 「桃子ニュース30」ナレーション - ショーガどろぼう
  - すっぴんのみな - 戸田さん
  - 東宝の田中さん
- スタッフ
  - ディレクター - ソーシキ博士
  - AD - 清水香梨子
  - 製作 - 東宝

### 放送局
| 放送地域 | 放送局             | 放送期間                | 放送日時           | 放送系列       | 備考 |
| -------- | ------------------ | ----------------------- | ------------------ | -------------- | --- |
| 東京都   | TOKYO MX           | 2011年4月6日 - 6月22日  | 水曜 27:00 - 27:15 | 独立UHF局      | |
| 日本全域 | BS11               | 2011年4月8日 - 6月24日  | 金曜 24:00 - 24:30 | BSデジタル放送 | ANIME+枠 初回のみ実写コーナー「いのこり!30歳の保健体育」を含む放送 2回目以降は前回のモザイク規制一部解除版との2話連続放送 |
| 日本全域 | ニコニコチャンネル | 2011年4月9日 - 6月25日  | 土曜 更新          | ネット配信     | 初回のみ実写コーナー「いのこり!30歳の保健体育」を含む配信 2回目以降は本編のみ配信（約15分に短縮）                         |
| 日本全域 | AT-X               | 2011年4月13日 - 6月29日 | 水曜 10:15 - 10:30 | CS放送         | リピート放送あり |
| 日本全域 | バンダイチャンネル | 2011年4月27日 - 7月6日  | 水曜 12:00 更新    | ネット配信     | |

### Blu-ray・DVD
2011年6月24日よりBlu-ray・DVDが発売。全4巻。
当初収録される予定だった実写コーナー「いのこり!30歳の保健体育」は、諸般の事情で未収録になっている。
| 巻数  | 発売日        | 収録内容   | 封入特典 | 映像特典                                            |
| ----- | ------------- | ---------- | --- | --------------------------------------------------- |
| Step1 | 2011年6月24日 | 第1〜3話   | - ドラマCD 「桃子と今河の出会い」「化けーズ合コン反省会」「ワンダリング安藤さん」 - 学級日誌（8P） - 4巻収納オリジナル描き下ろしBOX（初回生産限定特典） |                                                     |
| Step2 | 2011年7月22日 | 第4〜6話   | - ドラマCD 「星とミスブルガリア」「安藤和田お昼のひと時」「激太り今河」                                                                                 | 朗読少年 （出演：マカロン、くぅちゃん、ぴぃちゃん） |
| Step3 | 2011年8月19日 | 第7〜9話   | - ドラマCD 「大五郎とマカロンの休日」「ぴぃちゃんキスの教え方」「大五郎vs.くぅちゃん」                                                                  | 朗読兄弟 （出演：大五郎、マカロン）                 |
| Step4 | 2011年9月23日 | 第10〜12話 | - ドラマCD 「安藤さんvs.桃子延長戦」「今河が童貞王子になるまで」「駿となっちゃんはじめての温泉旅館」                                                    | もう一つのエンディング “囚われの安藤なつ”           |